# (523) Ada
(523) Ada – planetoida z pasa głównego asteroid okrążająca Słońce w ciągu 5 lat i 40 dni w średniej odległości 2,97 j.a. Została odkryta 27 stycznia 1904 roku w Landessternwarte Heidelberg-Königstuhl w Heidelbergu przez Raymonda Dugana. Nazwa planetoidy pochodzi od Ady Helme, szkolnej przyjaciółki i sąsiadki odkrywcy. Przed jej nadaniem planetoida nosiła oznaczenie tymczasowe (523) 1904 ND.